# 全錫蘭人民大會
全锡兰人民大会（羅馬化：Akila Ilaṅkai Makkaḷ Kāṅkiras；僧伽羅語： Samasta Lanka Muslim Kongrasaya）是一個已登記的斯里蘭卡政黨，由里沙德·巴斯蒂歐在2005年創立。錫蘭全國人民代表大會亦是全國善政統一陣線的成員。

## 歷史
全國統一陣線（簡稱「統陣」）成員之一的斯里蘭卡穆斯林代表大會（簡稱「穆斯林大會」），旗下黨員里沙德·巴斯蒂歐以「統陣」的身份，在2001年國會選舉中當選國會議員。2004年，巴斯蒂成功連任，但全國統一統陣卻被新成立的统一人民自由联盟（簡稱「統盟」）擊敗。選後，穆斯林大會對於是否加入勝選的統盟政府出現分歧，其中國會議員侯賽因·艾哈邁德·拜拉在2004年5月18日倒戈加入執政黨，其後穆斯林大會又暫停三名議員的黨籍，指責他們反對黨領袖勞夫·哈基姆，三人分別是穆罕默德·納吉布·阿卜杜勒·馬吉德、里沙德·巴斯蒂歐和侯賽因·艾哈邁德·拜拉。穆斯林大會對三人及社運份子M·伊納穆拉展開紀律調查。最終，四人在同年5月30日被驅逐出黨。四人展開法律程序，希望能重奪黨籍。2004年7月30日，最高法院宣布押後裁決。
2004年10月30日，馬吉德和巴斯蒂歐，連同另一個異見黨員阿米爾·阿里，獲任命為统一人民自由联盟政府的非內閣官員。三人因而在2005年3月23日遭到穆斯林大會驅逐出黨，觸發新一場官司。2005年7月1日，最高法院裁定穆斯林大會驅逐三人出黨的決定屬無效。2005年下旬，穆斯林大會中的反對派議員創立新政黨－「錫蘭全國穆斯林代表大會」（簡稱「錫蘭大會」）。2007年1月，巴斯蒂歐獲提拔成為閣員、拜拉成為副部長、馬吉德和阿里則留任非閣員官員。 2007年，馬吉德重新加入自由党。
錫蘭大會跟隨統盟的名單出戰2010年國會選舉，最終巴斯蒂歐、亨斯·法魯克和馬哈茂德·勒貝·阿林·穆罕默德·希斯堡拉奪得議席。選後，巴斯蒂歐繼續出任閣員，希斯堡拉則入閣成為副部長。「錫蘭全國穆斯林代表大會」及後改名為「錫蘭全國人民代表大會」（英語：All Ceylon Makkal Congress／All Ceylon People's Congress）。
為支持總統選舉的反對派共同候選人邁特里帕拉·西里塞納，法魯克在2014年11月26日退出統盟，加入反對派的统一国民党 。阿里在2014年12月，獲被列為統盟的全國國會議員名單。錫蘭大會在同年12月22日退出統盟，以支持西里塞納。不過希斯堡拉則留在盟 ，決定支持總統马欣达·拉贾帕克萨。因此，拉贾帕克萨將巴斯蒂歐革職。總統選舉後，新任總統西里塞納任命巴斯蒂歐為閣員、阿里成為副部長，以此感謝錫蘭大會對自己的支持。
2015年7月，錫蘭大會與其他反拉贾帕克萨的政黨，組成全國善政統一陣線（簡稱「統陣」），參加國會選舉。錫蘭大會單獨出戰的唯一選區－安帕拉區，而落選告終，只取得33,102票或0.3%，但經統陣出選的阿里、巴斯蒂歐、阿卜杜勒·拉赫曼·伊扎克、穆罕默德·阿卜杜拉·穆罕默德·馬哈羅夫和穆罕默德·哈尼法·穆罕默德·納瓦維則勝出並獲得議席，其中巴斯蒂歐和阿里分別留任閣員和副部長。

## 外部連結
- acmc.lk